# مارك تانكو
مارك تانكو (بالإنجليزية: Mark Tanko)‏ هو لاعب كرة قدم نيجيري في مركز الوسط، ولد في 1 مايو 1996 في أبوجا في نيجيريا. لعب مع نادي تيخوانا.